# Mohamed Sherif (cầu thủ bóng đá, sinh 1996)
Mohamed Sherif (Egyptian Arabic: محمد شريف; sinh ngày 4 tháng 2 năm 1996) là một cầu thủ bóng đá người Ai Cập hiện tại thi đấu ở vị trí tiền vệ chạy cánh cho câu lạc bộ Ai Cập Al Ahly.

## Sự nghiệp quốc tế

### Bàn thắng quốc tế
Tính đến 29 tháng 3 năm 2021
Bàn thắng và kết quả của Ai Cập được để trước.
| #  | Ngày                 | Địa điểm                       | Đối thủ | Bàn thắng | Kết quả | Giải đấu           |
| -- | -------------------- | ------------------------------ | ------- | --------- | ------- | ------------------ |
| 1. | 14 tháng 11 năm 2020 | Sân vận động Kégué, Lomé, Togo | Togo    | 2–0       | 3–1     | Vòng loại CAN 2021 |